# يو إف سي 246
يو إف سي 246: ماكغريغور ضد كاوبوي (بالإنجليزية: UFC 246: McGregor vs. Cowboy)‏ هو حدث لفنون القتال المختلطة نظمته يو إف سي، أُقيم في 18 يناير 2020، على تي موبايل أرينا في بارادايس، نيفادا، الولايات المتحدة.